# Geschiedenis van het Gronings
Het Gronings, de streektaal van Groningen en de omliggende gebieden, is op een andere manier ontstaan dan de meeste talen en dialecten in Nederland. Voor de geschiedenis van het Gronings is dan ook kennis van de geschiedenis van de provincie zelf nodig. De periodes die hieronder worden besproken zijn taalkundige periodes, gebaseerd op vondsten van oude teksten.

## Periode vóór ±1400
In de Middeleeuwen bestond het huidige Groningen uit 3 delen:
1. de Stad Groningen en het omliggende gebied het Gorecht
2. de Ommelanden en het Oldambt
3. Westerwolde

De Ommelanden waren Fries, terwijl de Stad en het Gorecht als onderdeel van Drenthe konden worden gezien. Westerwolde behoorde als aparte heerlijkheid bij het Stamhertogdom Saksen.
De Ommelanden en het Oldambt behoorden toen tot de Zeven Friese Zeelanden. Het is dan ook niet vreemd dat ook in de Ommelanden het Oudfries zich rond 1150 begon te ontwikkelen. Dit Oudfries kan gerekend worden als Oud-Oosterlauwers Fries. In de Stad daarentegen werd net als in de rest van Drenthe een dialect van het Oudsaksisch gesproken, evenals in Westerwolde.
Belangrijke Oudfriese bronnen in het Oudfries uit de Ommelanden zijn het Hunsingoër Landrecht, de Fivelgoër wetten, de stadsrechtenverklaring voor Appingedam en het runenstokje van Westeremden.

## "Oudgronings" (±1400 – ±1600)
In de 14e eeuw kreeg de stad Groningen steeds meer interesse in het omliggende, tot dan toe, Friese gebied. Zo kregen de Ommelanden, die tot dan toe altijd als Klein Friesland werden gezien, hun naam. Aan het einde van de 14e eeuw was deze invloed zo groot geworden dat de Ommelanders hun taal, het Oudfries, begonnen in te ruilen voor het Middelnedersaksisch van de stad Groningen. In de Summa Agrorum in Slochtra wordt tot circa 1400 Fries geschreven, daarna verandert de taal in Nederlands/Nedersaksisch.
Het "Oudgronings", om het zo maar te noemen, was een overgangsdialect tussen het Oudfries en het Middelnedersaksisch van Noord-Drenthe in. Het had de eigenschappen van het Nedersaksisch, maar had nog vrij veel Friese invloeden in de woordenschat. Zo werd bijvoorbeeld nog "geselschip" gezegd, waarbij de i typisch Fries is (Nieuwfries: selskip). Ook werd de g nog als kh uitgesproken en had de ks-s wissel nog plaatsgevonden. De politieke aandacht was vooral gericht op het noordoosten, waardoor het Hoogduits ook een invloed op het Gronings heeft gehad.
Het Westerwolds was nog steeds een puur Westfaalse, Saksische taal. Een reden hiervoor was dat Westerwolde sterk geïsoleerd was door een omringend veengebied. Ook was de politieke aandacht meer gericht op het oosten, Osnabrück, in plaats van op het westen en noorden.

## "Middelgronings" (±1600 – ±1800)
Vanaf 1600 ontstond in Groningen, dat inmiddels was toegetreden tot de Nederlanden, een politieke aandachtsverandering van het noordoosten naar het zuidwesten. Hierdoor werd ook de taal sterk beïnvloed door de dan ontstane standaardtaal, het Nederlands. Ook het Middelnedersaksisch, dat al in de 13e eeuw was ontstaan, oefende vanuit Drente nu zijn invloed uit op het Gronings.
Hierdoor ontstond een taalfase die Middelgronings zou kunnen worden genoemd. Het leek sterk op het Middelnederlands qua schrijfwijze, maar vooral qua woordenschat. Veel van de oude Friese en Hoogduitse invloeden uit het Oudgronings zijn in die periode verloren gegaan en ingewisseld voor Saksische en Nederfrankische invloeden.

## "Nieuwgronings" (±1800 – heden)
Rond 1800 ontstond in Groningen een trots op eigen identiteit, ook wel provincialisme genoemd. Dit zorgde ervoor dat het Gronings zich sterk ontwikkelde. Er ontstonden klanken als ai, ou en ui, die voorheen nog ee, oo en uu waren en die tegenwoordig typisch Gronings zijn. Ook het accent dat men tegenwoordig herkent als Gronings ontstond in deze periode.
Toen in de 19e eeuw de Drents-Groningse veenkoloniën werden ontgonnen en in cultuur werden gebracht, kwamen er veel Friese emigranten die zich er vestigden. Vandaar dat ook het Veenkoloniaals door de Friese substraat is beïnvloed en mede daarom ook het Veenkoloniaals (ook in de Drentse veenkoloniën) een Gronings dialect is.
Door alle Friese invloeden wordt het Gronings ook wel een Friso-Saksische taal genoemd.